# Denaro Madroni
Denaro Madroni di Casole – kapitan regent San Marino w okresie od 1 października 1338 do 1 kwietnia 1339 roku (wspólnie z Fosco Raffanellim).